# Van Vredenburch

Geslachtswapen (1847).

Van Vredenburch is een Nederlands geslacht waarvan leden sinds 1816 tot de Nederlandse adel behoren.

## Geschiedenis
De stamreeks begint met de vleeshouwer Huych Claesz. die tussen 1514 en 1519 overleed. Zijn achterkleinzoon Willem Hugenz. (circa 1540-1618) werd raad in de vroedschap, schepen en burgemeester van Rotterdam. Een nazaat, mr. Johan Willem van Vredenburch (1782-1849), werd bij Koninklijk Besluit van 24 november 1816 verheven in de Nederlandse adel. Hetzelfde gebeurde in 1821 voor Ewout van Vredenburch (1779-1861) aan wie bovendien in 1847 de titel van baron bij eerstgeboorte werd verleend; deze tak, en dus de baronale titel, stierf in 1948 uit.
Leden van de familie speelden een rol in het lokale bestuur van Rotterdam en Delft, voorts op regionaal en landelijk bestuurlijk niveau. In de 19e en 20e eeuw leverde het geslacht enkele diplomaten.

### Wapenbeschrijving
- 1816: Gedeeld; I in goud een dubbele zwarte adelaar; II doorsneden; a in zilver een rode roos, goud geknopt en gepunt; b in rood een zwemmende zilveren vis, overtopt met een gouden kroon. Een aanziende helm; wrong en dekkleden: zwart en goud; helmteken: twee zwarte adelaarspoten, uitkomend; schildhouders: rechts een omziende adelaar met geopende, naar beneden gerichte vlucht, links een halfaanziende leeuw, beide goud; het geheel geplaatst op een gouden arabesk; wapenspreuk: AGRO EVELLITE SPINAS in zwarte letters op een wit lint.

## Enkele telgen
Willem Hugenz. (circa 1540-1618), raad in de vroedschap, schepen en burgemeester van Rotterdam
- Willem Willemsz (1581-1616)
  - Mr. Adriaan (van) Vredenburch (1607-1652)
    - Mr. Jacob Van Vredenburch van Adrichem (1643-1714), raad in de vroedschap, schepen en burgemeester van Delft
      - Mr. Adriaan van Vredenburch (1680-1759), raad in de vroedschap, schepen en burgemeester van Delft
        - Mr. Gerard van Vredenburch (1710-1784), bewindhebber VOC
          - Mr. Adriaan van Vredenburch (1739-1781), raad in de vroedschap van Delft, bewindhebber VOC
            - Mr. Ewout baron van Vredenburch (1779-1861), Commissaris des Konings
              - Mr. Adrien Guillaume baron van Vredenburch (1809-1866), officier van justitie
                - Jkvr. Anna Wilhelmine Henriette Theodore van Vredenburch (1860-1942); trouwde in 1884 met jhr. Titus Anthony Jacob van Asch van Wijck (1849-1902), minister
                - Mr. dr. Willem Carel Adrien baron van Vredenburch (1866-1948), bestuurder

          - Mr. Jacob van Vredenburch (1744-1814), raad in de vroedschap van Delft, lid van de Staten-Generaal
            - Jhr. mr. Johan Willem van Vredenburch (1782-1849), burgemeester
              - Jhr. mr. Jacob van Vredenburch (1821-1850), burgemeester
              - Jhr. Johan Frederik van Vredenburch (1830-1882), hoofdingeland, hoogheemraad, dijkgraaf
                - Jhr. dr. Carel Gerard Willem Frederik van Vredenburch (1874-1927), diplomaat
                  - Jhr. mr. Hendrik Frederik Lodewijk Karel van Vredenburch (1905-1981), topdiplomaat; trouwde in 1931 met Eliza Dorothea barones van Tuyll van Serooskerken (1906-1976), telg uit het geslacht Van Tuyll van Serooskerken, nicht van Julie Elise barones van Pallandt, vrouwe van Waardenburg en Neerijnen (1898-1971)
                    - Jhr. Carel Lodewijk Hendrik van Vredenburch, heer van Waardenburg en Neerijnen BScF, MF (februari 1932-november 2023), chef de famille[1]
                      - Jhr. Hugo Henri Carel van Vredenburch (1965)

                - Jhr. Johan Willem van Vredenburch (1877-1919), dijkgraaf en hoogheemraad

### Adellijke allianties
- Van Zuylen van Nijevelt (1808), Van Randwijck (1835), Van Sypesteyn (1853), Van Bylandt (1854), Van Lynden tot Sandenburg (1858), Van Asch van Wijck (1884), Hooft Graafland (1904),  Apór de Al-Tórja (1927, Hongaarse adel), Van Tuyll van Serooskerken (1931), Pauw van Wieldrecht (1934), Van Limburg Stirum (1946), Quarles van Ufford (1963)